# Diphtherocome
Diphtherocome é um gênero de traça pertencente à família Arctiidae.